# Nongseong-dong
Nongseong-dong (koreanska: 농성동)  är en stadsdel i stadsdistriktet Seo-gu i staden Gwangju i den sydvästra delen av Sydkorea,  270 km söder om huvudstaden Seoul.

## Indelning
Administrativt är Nongseong-dong indelat i:
| Namn    | Namn                 | Yta km² | Invånare 31 dec 2020 |
| ------- | -------------------- | ------- | -------------------- |
| 농성1동 | Nongseong 1(il)-dong | 0,76    | 11 157               |
| 농성2동 | Nongseong 2(i)-dong  | 0,64    | 5 160                |